# كانتربيري رامز
كانتربيري رامز (بالإنجليزية: Canterbury Rams)‏ هو فريق كرة سلة نيوزلندي تأسس في سنة 1981 يقع مقره في كرايستشرش، كانتربيري. يلعب في الدوري النيوزيلندي لكرة السلة حيث فاز به أربع مرات (1986، 1989، 1990، 1992).

## وصلات خارجية
- الموقع الرسمي